# State Parks in Mississippi
Dies ist eine Liste der State Parks im US-Bundesstaat Mississippi. Der Buccaneer und der Shepard State Park wurden nach der Verwüstung durch den Hurrikan Katrina geschlossen.

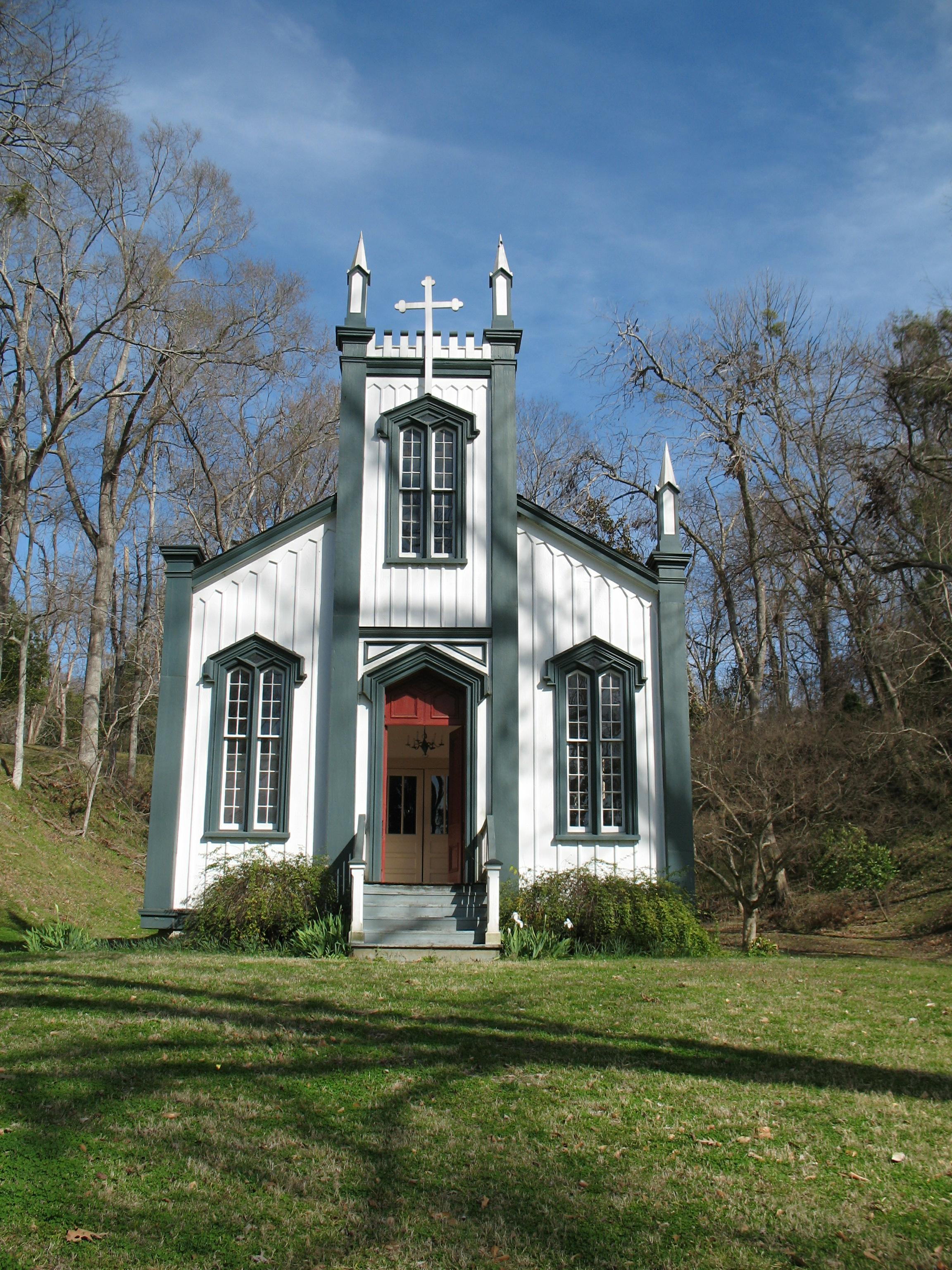
Grand Gulf Military State Park

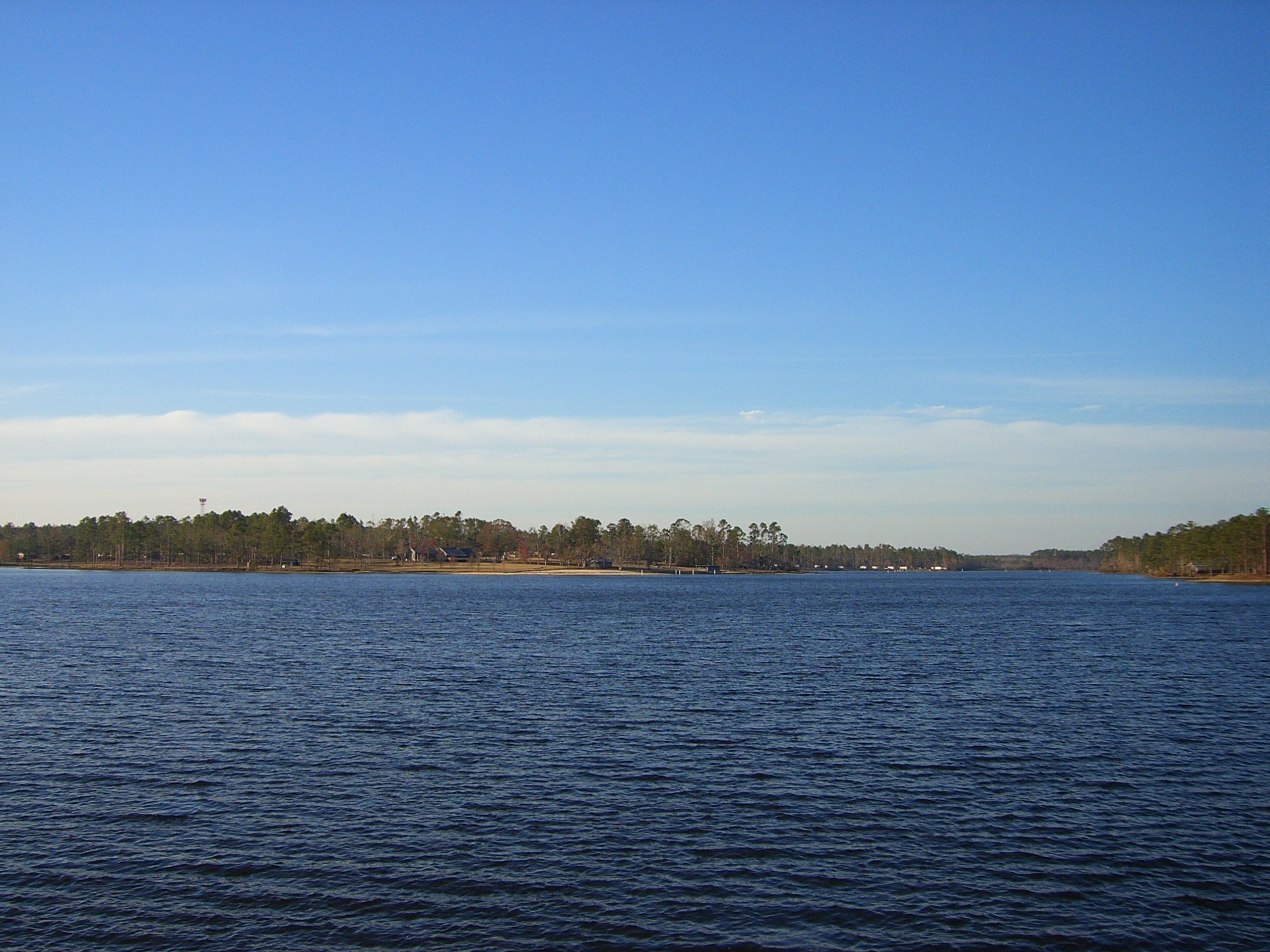
Paul B. Johnson State Park

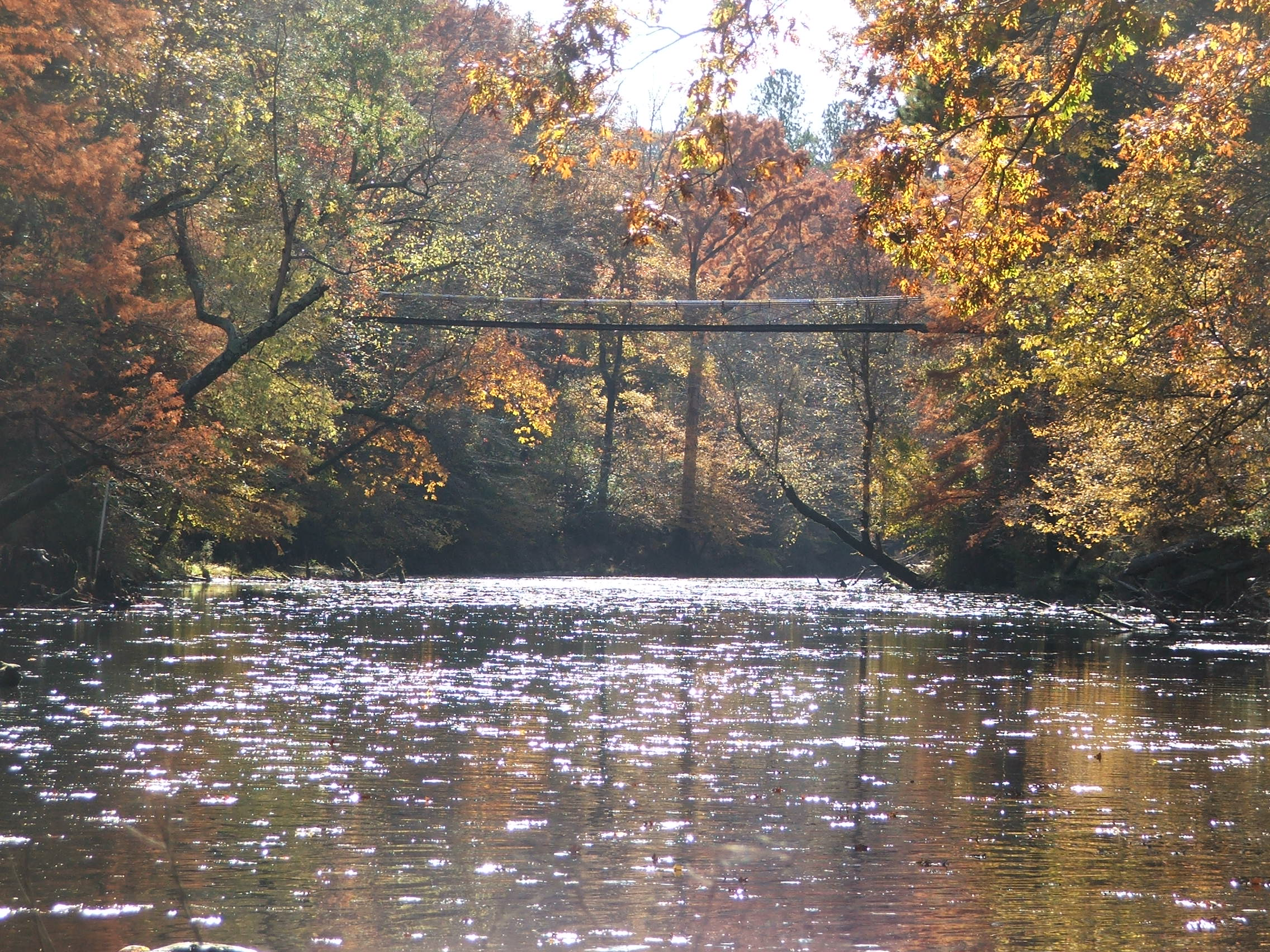
Tishomingo State Park

- Buccaneer State Park
- Carver Point State Park
- Clark Creek Natural Area
- Clarkco State Park
- Florewood State Park
- George P. Cossar State Park
- Golden Memorial State Park
- Grand Gulf Military Monument Park
- Great River Road State Park
- Holmes County State Park
- Hugh White State Park
- John W. Kyle State Park
- J.P. Coleman State Park
- Lake Lincoln State Park
- Lake Lowndes State Park
- LeFleur's Bluff State Park
- Legion State Park
- Leroy Percy State Park
- Natchez State Park
- Paul B. Johnson State Park
- Percy Quin State Park
- Roosevelt State Park
- Shepard State Park
- Tishomingo State Park
- Tombigbee State Park
- Trace State Park
- Wall Doxey State Park